# Physalis philippiensis
Physalis philippiensis ist eine Pflanzenart aus der Gattung der Blasenkirschen (Physalis) in der Familie der Nachtschattengewächse (Solanaceae).

## Beschreibung
Physalis philippiensis ist eine mehrfach verzweigende, krautige Pflanze, die von einer holzigen Wurzel entspringen. Die einzelnen Stängel werden 15 bis 20 cm lang und sind mit flachen, abstehenden und gelenkigen Trichomen behaart. Die längsten Trichome an den Stängeln können Längen von 2 bis 3 mm erreichen. Die Blattspreiten der Laubblätter sind eiförmig bis rhombisch-eiförmig oder spießförmig. Sie sind 15 bis 20 mm lang und 15 bis 20 mm breit und meist mit ein bis drei unregelmäßig geformten Zähnen auf jeder Seite besetzt. Beide Blattflächen sind mit abstehenden bis anliegenden Trichomen besetzt. Die Blattstiele werden 6 bis 12 mm lang.
Die Blüten stehen an 5 bis 8 mm langen Blütenstielen. Der Kelch ist zur Blütezeit halbkugelförmig oder weiter aufgespreizt. Er ist 5 bis 8 mm lang und an der Basis der Kelchlappen 8 bis 10 mm breit. Die Kelchlappen sind 3 bis 4 mm lang und eiförmig-lanzettlich bis dreieckig geformt. Die Krone ist mit fünf auffälligen violetten oder purpurnen Malen gezeichnet. Sie wird 12 bis 15 mm lang und 20 bis 25 mm breit. Die weite, ausladende Kronröhre ist oberhalb der Ansatzpunkte der Staubblätter fein behaart. Die Krone ist leicht gelappt, die Bögen sind 3 bis 5 mm stark. Die Staubbeutel sind bläulich oder violett, langgestreckt und 3 bis 4 mm lang. Sie stehen an schlanken, unbehaarten, violetten oder bläulichen Staubfäden.
Die Früchte sind nicht bekannt.

## Verbreitung
Die Art ist in Mexiko im Bundesstaat Oaxaca verbreitet.